# Wapen van Molenend

Wapen van Molenend

Het wapen van Molenend is het dorpswapen van het Nederlandse dorp Molenend, in de Friese gemeente Tietjerksteradeel. Het wapen werd in 1984 geregistreerd.

## Beschrijving
De officiële blazoenering luidt in het Fries als volgt:
yn grien in stellingmûne fan sulver; de roeden hawwe de stân fan in Andreaskrús.
De Nederlandse vertaling luidt als volgt:
in groen een stellingmolen van zilver; de roeden hebben de stand van in Andreaskruis.
De heraldische kleuren zijn: sinopel (groen) en zilver (zilver).

## Symboliek
- Stellingmolen: het wapen is een sprekend wapen. Het duidt op een molen waar het dorp ook zijn naam aan ontleent.[2]
- Kleurstelling: overgenomen van een kwartier van het wapen van Tietjerksteradeel.[2]

Het wapen van Tietjerksteradeel (1818)
Het wapen van Tietjerksteradeel (1985).

## Zie ook

Vlag van Molenend